# Observatori de Pujalt
L'Observatori de Pujalt és un observatori astronòmic situat al municipi de Pujalt, a la comarca de l'Anoia, situat a l'Altiplà de la Segarra, a 750 metres sobre el nivell del mar (latitud: N 41° 43' N; longitud: E 1° 25' E). Fou fundat l'any 2003 i és propietat de la Fundació Ernest Guille i Moliné. El fundà Ernest Guille i Moliné, dos anys després d'instal·lar-se a Pujalt.

## Història
L'Observatori de Pujalt neix l'any 2003 després de molt treball per part
d'Ernest Guille i Moliné, l'Ajuntament de Pujalt i els membres de la
Fundació Ernest Guille i Moliné. Aquest treball comença al desembre de 
2001 quan l'Ernest aterra a Pujalt. L'Ernest portava al damunt 
l'experiència de tota una vida dedicada a la ciència i sobretot la de 
més de 20 anys al capdavant de l'Observatori situat a la masia familiar de Ben Viure a Veciana.
A principis del 2004 l'Observatori de Pujalt funciona ja a ple rendiment amb la presa de dades meteorològiques, visites d'escoles i de diferents grups, amb observacions astronòmiques, com el trànsit de Venus, investigacions científiques, etc. És, però, el 17 de desembre de 2004 quan es fa la inauguració oficial a càrrec del Molt Honorable Sr. Pasqual Maragall, ex-President de la Generalitat de Catalunya.
En el mateix 2004, la Direcció General d'Energia i Mines de la Generalitat de Catalunya instal·la, a dins de l'Observatori, una Estació de la Xarxa General de Vigilància Radiològica Ambiental de Catalunya. En el 2005, l'Ajuntament de Pujalt, instal·la 12 panells fotovoltaics (50m2) amb seguidor solar al costat de l'Observatori. Des de llavors l'Observatori fa el seguiment tant de l'Estació de Vigilància Radiològica com de les plaques solars fotovoltaiques.
Des de la seva fundació, a l'observatori s'hi duen a terme realitzant cursets de meteorologia i astronomia per a escoles i adults, observacions astronòmiques per al públic en 
general amb explicacions complementàries d'astronomia, xerrades entorn de
la ciència i també al voltant de l'energia, visites per ensenyar com es
treballa a l'Observatori, entre d'altres.
Quant a la investigació, l'Observatori de Pujalt es recull les diferents variables 
atmosfèriques per tal d'agafar-les com a punt de partida per realitzar 
les prediccions meteorològiques per a la Catalunya Central. Aquestes 
també serveixen per a tenir una font de dades per realitzar estudi climàtics.